# The Projected Man
The Projected Man és una pel·lícula de ciència-ficció britànica de 1966 dirigida per Ian Curteis, escrita per Peter Bryan, John C. Cooper i Frank Quattrocchi, i protagonitzada per Bryant Haliday, Mary Peach, Norman Wooland, Ronald Allen i Derek Farr. Va ser estrenada als Estats Units per Universal Studios, com a doble sessió amb L'illa del terror. La trama gira al voltant d'un científic, el Dr. Paul Steiner, experimentant amb la teleportació de la matèria per mitjà d'un dispositiu làser. No obstant això, després d'un intent fallit de projectar-se, es converteix en un monstre desfigurat que s'embarca en una follia assassina.
Descobert per Alex Gordon com un guió no produït per l'escriptor de Hollywood Frank Quattrocchi, The Projected Man va ser dirigida per Ian Curteis, a qui s'havia acostat després de la transmissió per la BBC d'un telefilm que havia dirigit. Va acceptar la feina malgrat les reserves sobre un contracte de rodatge de quatre setmanes rígidament ajustat i un pressupost inadequat. Després de quatre setmanes, les finances es van esgotar i el productor John Croydon es va fer càrrec de la direcció, sense pagar i satisfent ell mateix les exigències financeres restants per completar la pel·lícula. Tanmateix, Croydon va romandre sense acreditar, ja que els productors no volien donar a conèixer els problemes que s'havien produït al plató.
The Projected Man ha rebut crítiques diverses. Diverses fonts van criticar la semblança de la pel·lícula amb altres pel·lícules de ciència-ficció, amb The Fly i 4D Man sent destacades per crítics i espectadors de cinema com a possibles inspiracions, tot i que el productor executiu de la pel·lícula Richard Gordon ho ha negat. The Projected Man va aparèixer en un episodi de la novena temporada de la sèrie de televisió de comèdia Mystery Science Theatre 3000, i ha estat llançat en DVD per Cinema Club.

## Argument
El Dr. Paul Steiner (Bryant Haliday) i el Dr. Christopher Mitchell (Ronald Allen) treballen en un dispositiu de projecció que els permet transmetre qualsevol objecte a unes poques milles de la màquina. Tot i que descobreixen que el dispositiu funciona amb objectes inanimats, els éssers vius en què l'utilitzen sempre semblen morir. Quan arriba la Dra Patricia Hill (Mary Peach), ella els ajuda a solucionar l'error, fent pensar a Steiner que el problema s'ha resolt. Mentrestant, el Dr. Blanchard (Norman Wooland), el cap de Steiner i cap de l'institut per al qual treballa, pateix el xantatge del Sr. Latham (Derrick De Marney), que vol crèdit pel descobriment de Steiner. Obliga a Blanchard a exigir a Steiner que faci una presentació prematura al professor Lembach (Gerard Heinz).
Steiner, Mitchell i Hill senten que estan preparats per presentar-se, però a l'esdeveniment, en Blanchard posa àcid a la màquina quan tothom no és conscient, provocant una explosió. El finançament del projecte de Steiner s'acaba a l'instant; tanmateix, Mitchell descobreix més tard que el dispositiu ha estat manipulat. Steiner va a casa de Blanchard, on Lembach i Latham estan sopant. Presenta als homes l'evidència que la seva màquina va ser manipulada deliberadament, i Lembach li permet tenir una altra oportunitat. Steiner decideix intentar projectar-se a la casa de Lembach i, amb l'ajuda de la seva secretària, Sheila (Tracey Crisp), comença el procediment. Tanmateix, en aquell moment, Mitchell i Hill tornen al laboratori.
Els dos intenten convèncer la Sheila perquè aturi la projecció, però com que no té experiència amb el dispositiu, acaba projectant Steiner a un altre lloc. Acaba en una obra de construcció, l'amagatall d'una banda de lladres que intenten entrar en un banc. S'assabenta que un error en la projecció li ha donat a Steiner la capacitat de matar persones tocant-los, i ha mutilat la meitat del seu cos. Steiner mata els criminals, i després entra a una botiga, on roba un parell de guants de goma i un abric. Aleshores irromp a l'institut, on troba Latham i el mata. També destrueix la font d'alimentació de l'edifici, alertant Hill i Mitchell que alguna cosa no va bé. En aquest moment, l'inspector Davis (Derek Farr) ha descobert els cossos dels criminals i està decidit a aturar Steiner.
Sheila és segrestada per Steiner, que l'interroga al seu apartament. Ella revela que Blanchard i Latham van conspirar contra ell, enfadant Steiner. Abans de marxar, Steiner incendia l'apartament de la Sheila amb ella dins (qui inconscient sobreviu) i va a amagar-se a casa de Blanchard. Quan Blanchard torna a casa, és assassinat per Steiner. Mentrestant, Davis ha examinat el cos de Latham i s'adona que les marques elèctriques deixades a Latham eren les mateixes que les dels criminals. Steiner apareix a casa de Hill, on la troba a ella i a Mitchell. Steiner exigeix que li diguin on pot trobar més electricitat, ja que després de la projecció necessita energia per sobreviure. Hill i Mitchell intenten convèncer-lo perquè torni al laboratori perquè puguin intentar revertir la projecció, però Steiner els rebutja i marxa cap a una central elèctrica.
Davis, Hill i Mitchell el troben donant voltes a la central elèctrica. Davis intenta matar-lo, però Steiner es resisteix a les seves bales, així que Hill torna a intentar persuadir Steiner perquè torni al laboratori. Steiner finalment és convençut, així que va amb ells, però quan arriba, els enganya i comença a destruir coses. Amb el laboratori en flames i el dispositiu de projecció totalment fora de control, Steiner és colpejat pel làser del dispositiu de projecció, fent-lo desaparèixer a mesura que el foc continua.

## Producció

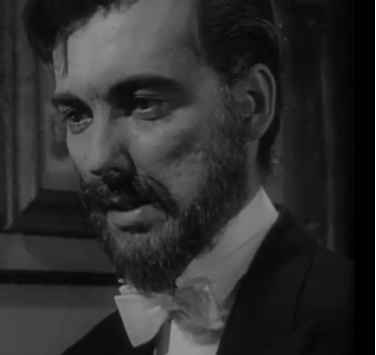
Bryant Haliday, en el seu paper a Devil Doll, era un fan de les pel·lícules de terror i va disfrutar actuant a The Projected Man.

The Projected Man va ser descobert com un guió no produït pel productor de cinema Alex Gordon. El guió va ser escrit per Frank Quattrochi, un guionista de Hollywood, i es va ambientar originalment als Estats Units. Gordon el va enviar al seu germà Richard, també productor de cinema. A Richard li va agradar llegir-lo, però el va reescriure per ambientar-lo a Londres. Serviria com a productor de la pel·lícula. Ian Curteis va ser contractat per dirigir The Projected Man, que seria la seva primera pel·lícula de cinema, ja que tots els seus treballs anteriors havien estat a televisió. Curteis va ser contractat a la insistència del productor John Croydon, que confiava que Curteis la convertiria en un èxit.
La pel·lícula va ser finançada al 50% per Compton, l'empresa dirigida per Tony Tenser i Michael Klinger.
Bryant Haliday va ser elegit per al paper principal com el professor Steiner. Va ser escollit pel paper perquè Gordon s'oposava a que un actor britànic interpretés el paper principal i el pressupost no permetria utilitzar una estrella de Hollywood. El fet que Gordon ja estigués familiaritzat amb ell, ja que l'havia llançat a Curse of Simba i Devil Doll, també va ser un factor. Haliday, fan de les pel·lícules de terror, va gaudir fent The Projected Man. L'actriu teatral britànica Mary Peach va ser elegida per al paper principal com el Dr. Patricia Hill. S'ha insistit que se li va donar la màxima factura pel seu paper. Norman Wooland, un actor de personatges britànic d'origen alemany, va interpretar al Dr. Blanchard, el vilà de la pel·lícula. Derek Farr interpreta l'inspector Davis, i Ronald Allen fa el paper del Dr. Christopher Mitchell. Una escena de la pel·lícula presenta l'actriu Norma West estirada en topless sobre una taula de la morgue; aquesta escena es va afegir per ajudar a les vendes a l'estranger.
Curteis es va trobar amb diversos problemes mentre dirigia la pel·lícula. A causa de la seva manca d'experiència en el llargmetratge, el calendari ajustat de la pel·lícula i el finançament limitat, es va veure aclaparat ràpidament i The Projected Man va començar a sobrepassar el seu pressupost i es va endarrerir més del previst. Els productors executius Tony Tenser i Michael Klinger van amenaçar amb fer-se càrrec de la producció ja que no volien augmentar el pressupost. Com que Croydon havia contractat Curteis, va ser la seva responsabilitat acomiadar-lo i acabar de dirigir la pel·lícula. Richard Gordon va suggerir que "Crec que Curteis es va sentir alleujat de sortir perquè simplement ja no sabia què fer." Croydon no va ser acreditat pel seu treball de direcció a la pel·lícula; com va dir Gordon, "un intenta no donar a conèixer aquests incidents".

## Estrena
The Projected Man fou estrenada al Regne Unit per Compton-Cameo Films Ltd l'estiu de 1966 amb una classificació X, aleshores adequat per espectadors majors de 16 anys.
The Projected Man va ser rodada al mateix temps que L'illa del terror, amb la qual es va estrenar en doble sessió. La idea de la doble sessió li va sorgir a Richard Gordon quan va dirigir L'illa del terror per a l'executiu responsable d'Universal Studios, Hi Martin. Com que els efectes especials de The Projected Man encara no estaven acabats, Gordon va mostrar a Martin L'illa del terror. Martin va gaudir de la pel·lícula i va obtenir els drets estatunidencs per una "suma de diners molt gran". Com que Gordon no estava interessat sobre la idea de col·locar L'illa del terror a la part inferior de la factura amb una de les altres pel·lícules d'Universal, que va descriure com "no va bé per a [la nostra productora] econòmicament", va proposar afegir una segona pel·lícula, assenyalant que The Projected Man estava a punt de finalitzar. Va mostrar una impressió inacabada de la pel·lícula per veure si Martin estava interessat i en va gaudir prou com per acceptar l'acord. Quan The Projected Man es va projectar als cinemes dels Estats Units, es va retallar tretze minuts més que la impressió britànica original, a causa del fet que Universal va sentir que l'escena inicial, que representava un assaig per a un experiment que es va produir més tard a la pel·lícula, era "repetitiva". Tampoc volien una sessió doble amb una durada de més de tres hores i no volien editar "L'illa del terror", de manera que "The Projected Man" es va retallar per oferir un temps d'execució exacte de 180 minuts.

### Recepció
Una ressenya a la revista de la indústria de l'entreteniment Variety va elogiar The Projected Man, i va escriure que el guió "és un mosaic compilat a partir d'altres pel·lícules, però les peces estan força bé juntes". Tot i això, Variety va criticar els motius del personatge, dient que "mai s'expliquen del tot l'origen i els motius de la tercera part". La revista va escriure que les actuacions de la pel·lícula eren "en general bones" i que "els personatges no cauen presa dels clixés habituals". Escrivint per Ottawa Citizen, Gordon Stoneham, revisant la doble sessióde The Projected Man i Island of Terror, va anomenar The Projected Man "Dreadful stuff", dient que la pel·lícula estava "mal escrita, interpretada amb rigidesa i plena de clixés del gènere del cinema de terror". No obstant això, va escriure que "és breu i va al punt" i va escriure que "tot i que recorre un camí familiar, de tant en tant apareix una mica de color cinematogràfic que captiva l'atenció". Comparant les dues pel·lícules, va afirmar que The Projected Man era "la millor". Una ressenya de TV Guide va escriure que "els personatges es representen millor del que és habitual en pel·lícules d'aquesta naturalesa, evitant que els actors es converteixin en mers estereotips". i que "una subtil direcció artística i efectes especials de primera qualitat donen a aquesta imatge una forta presència visual". Va qualificar The Projected Man amb dues estrelles de quatre. El revisor anònim del Kinematograph Weekly britànic va qualificar el repartiment de "competent" i va assenyalar que, mentre que "la trama [era] almenys tan antiga com H. G. Wells", hi havia alguna cosa a la pel·lícula que desafiaria el "nen dur d'avui".
Moltes ressenyes van criticar la semblança de la pel·lícula amb The Fly. La revista britànica Time Out ho va assenyalar més tard, igual que TV Guide. El públic també va assenyalar que era similar a la pel·lícula de ciència-ficció de 1959 4D Man. En una entrevista del 2000 a Video Watchdog, Richard Gordon va declarar que "no ens va influir realment The Fly" i va escriure al llibre de 2006 Interviews with B Science Fiction and Horror Movie Makers que "Projected Man té una semblança molt forta amb The Fly, però va arribar per a nosaltres com un guió acabat i semblava una pel·lícula perfectament lògica de fer."

### Mitjans domèstics
El 2006, The Projected Man va ser llançada en DVD per Cinema Club.

## Mystery Science Theater 3000
The Projected Man fou l'episodi d'estrena de la novena temporada de Mystery Science Theater 3000. L'episodi va debutar el 14 de març de 1998 al Sci-Fi Channel. L'escriptor de MST3K Paul Chaplin diu que Haliday posseïa "una manca de presència a la pantalla" i que si "es considerava que Haliday era algú que podia portar una pel·lícula". ... [aleshores] a Anglaterra de mitjans dels anys 60 devien haver estat uns tres milions d'anys enrere amb la música."
L'escriptor de Paste Jim Vogel va classificar l'episodi número 147 (d'un total de 191 episodis de MST3K). Vogel l'anomena "pel·lícula de terror britànica de ciència-ficció estúpida" i diu: "Els riffs se centren en gran manera en els actors de personatge britànics arrogants, descarats i amb brandy, i són de qualitat variable." L'episodi no va entrar a la llista dels 100 millors episodis segons el vot dels patrocinadors de Kickstarter de la temporada 11 de MST3K.
La versió MST3K de The Projected Man va ser inclosa com a part de Mystery Science Theater 3000, Volume XXX DVD collection, llançada per Shout! Factory el 29 de juliol de 2014. Els altres episodis del conjunt de quatre discos inclouen The Black Scorpion (episodi #113), Outlaw (episodi #519) i It Lives by Night (episodi #1010). El disc The Projected Man també incloïa la featurette Shock to the System: Creating the Projected Man.